# Lieselotte Seibel-Emmerling
Lieselotte Seibel-Emmerling (* 3. Februar 1932 in Leobschütz) ist eine deutsche Politikerin (SPD).
Seibel-Emmerling machte ihr Abitur am Realgymnasium und studierte danach an der Freien Universität Berlin Psychologie, Soziologie und Pädagogik. Sie war danach als Lehrerin und Rektorin in Nürnberg tätig. Bei der SPD war sie Bezirksvorsitzende der Arbeitsgemeinschaft sozialdemokratischer Frauen in Franken. Von 1966 bis 1980 gehörte sie dem Bayerischen Landtag an. Dabei wurde sie zunächst im Stimmkreis Nürnberg-Mitte direkt gewählt, 1978 dann in Nürnberg-Süd. Im Landtag war sie Verbrauchersprecherin der SPD-Fraktion. Von 1980 bis 1989 saß sie dann im Europäischen Parlament.
Im März 2020 wurden sie und ihr Mann Alfred Emmerling Mitglied der VVN-BdA. Gleichzeitig schickten sie eine Selbstanzeige an das Bayerische Landesamt für Verfassungsschutz, um gegen die Erwähnung der VVN-BdA im Verfassungsschutzbericht zu protestieren.

## Auszeichnungen (Auswahl)
- Bayerischer Verdienstorden
- Europa-Medaille der Bayerischen Staatsregierung
- Bundesverdienstkreuz am Bande
- Bundesverdienstkreuz 1. Klasse